# Timothy McVeigh
Timothy James McVeigh (Lockport, 23 aprile 1968 – Terre Haute, 11 giugno 2001) è stato un terrorista statunitense, nonché ex-sottufficiale dell'Esercito degli Stati Uniti reduce della guerra del Golfo.
È stato condannato per l'attentato di Oklahoma City del 19 aprile 1995 che uccise 168 persone, risultando il più sanguinoso atto terroristico perpetrato nel territorio degli Stati Uniti fino agli attentati dell'11 settembre 2001. McVeigh fu riconosciuto colpevole di undici reati federali, condannato a morte e giustiziato l'11 giugno 2001 mediante iniezione letale. Secondo quanto affermò egli stesso, compì tale gesto come ritorsione per i fatti di Waco, avvenuti esattamente due anni prima, e per fomentare una rivolta contro un governo federale da lui ritenuto tirannico.

## Biografia

### Giovinezza e arruolamento nell'esercito
Nacque il 23 aprile 1968 in una famiglia cattolica irlandese di Lockport (New York), da William McVeigh, operaio della General Motors, e Mildred Noreen "Mickey" Hill, un'agente di viaggio. Fu inoltre il secondo di tre figli; ebbe due sorelle, Patty (nata nel 1965) e Jennifer (nata nel 1974).
I suoi genitori divorziarono nel 1978 quando Timothy aveva dieci anni, ed è il padre ad occuparsi principalmente della sua educazione, a Pendleton (New York), dove si erano trasferiti. La madre e le sue due sorelle invece si trasferirono in Florida. Timothy era una persona educata e sensibile, un po' solitaria, timida ed ombrosa, ma al tempo stesso piuttosto aperta e con una grande curiosità verso il mondo che lo circonda. Leggeva molto, dalla Costituzione americana alle poesie, di cui amava in particolare quelle di William Henley (1849-1903), un poeta che gli trasmise l'idea dell'eroe tragico che per la "causa" è capace di dare anche la propria vita.
Durante gli anni alla Starpoint Central High School di Lockport si interessò di computer e sistemi informatici. Diplomatosi il 2 giugno 1986 con voti mediocri, McVeigh cominciò a pensare di arruolarsi nell'esercito. Da sempre era infatti affascinato dalle armi, passione trasmessagli dal nonno Ed; a tredici anni ottenne il suo primo fucile, a sedici ne aveva un altro a canne mozze. Inoltre dopo il liceo leggeva riviste che riguardavano i soldati, come il periodico Soldier of Fortune. Nel giro di tre mesi frequentò il Bryant & Stratton College di Buffalo, lavorando intanto come commesso di un Burger King, ma ben presto abbandonò gli studi per seguire il suo sogno di servire nelle forze armate americane.
Nel maggio 1988, all'età di 20 anni e due anni dopo il diploma, McVeigh si arruolò volontario nell'Esercito degli Stati Uniti, dove affrontò circa quattro mesi di addestramento alla Scuola di Fanteria di Fort Benning, in Georgia. Dopo aver terminato il corso, fu assegnato di stanza a Fort Riley, in Kansas, come parte della Compagnia Charlie appartenente al 2º Battaglione, 16º Reggimento della 1ª Divisione di Fanteria, la fanteria meccanizzata soprannominata il "Grande Uno Rosso". Durante la sua permanenza nel battaglione, McVeigh aveva trascorso il tempo libero a leggere informazioni sulle armi da fuoco, sulle tattiche da cecchino e sugli esplosivi, svolgendo nel frattempo anche il mestiere di barista nel forte. In un'occasione fu anche rimproverato dai suoi superiori per aver acquistato una maglietta del "White Power" durante una manifestazione del Ku Klux Klan contro la presenza dei soldati afroamericani all'interno della caserma.

### La guerra del Golfo
In seguito all'invasione del Kuwait da parte dell'Iraq, l'8 novembre 1990, con il grado di sergente, venne inviato in prima linea nel nord dell'Arabia Saudita per partecipare alla guerra del Golfo, nel corso dell'Operazione Desert Shield. Tornato in patria il 10 maggio 1991, McVeigh si congedò definitivamente dall'esercito il 31 dicembre 1991.
La sua analisi politica sulle vicende legate alla guerra all'Iraq sarà esplicitata in seguito con queste parole:
()

### Vita civile, formazione politica e radicalizzazione
Al rientro dall'Iraq per McVeigh iniziò un periodo instabile in cui spostava frequentemente la propria residenza negli Stati Uniti, nella ricerca di un contesto sociale meno progressista, mantenendosi svolgendo lavori a bassa qualifica. Frequentò alcuni dei suoi ex-commilitoni, tra cui Terry Nichols, dal quale in seguito imparerà come confezionare esplosivi in casa e che prenderà parte come principale complice nella realizzazione dell'attentato.
Di orientamento politico liberale, le sue posizioni contro le ingerenze da parte dello stato nelle libertà personali si radicalizzarono. Iniziò a leggere pubblicazioni di controinformazione come Spotlight, un bollettino antigovernativo e antisemita pubblicato dall'organizzazione di estrema destra Liberty Lobby, e Patriot Report, organo dell'organizzazione estremista fondamentalista Christian Identity. Timothy, pur non avallando le tesi razziste e omofobe di questi gruppi, condivideva l'idea che il "Sistema" andasse schiacciato, anche con l'uso della forza. La sua posizione era che il governo federale dovesse occuparsi esclusivamente della difesa del paese, lasciando per il resto i cittadini liberi di organizzarsi come pareva meglio a loro senza regolamentare le libertà personali.

#### Assedio di Waco ed altri fatti

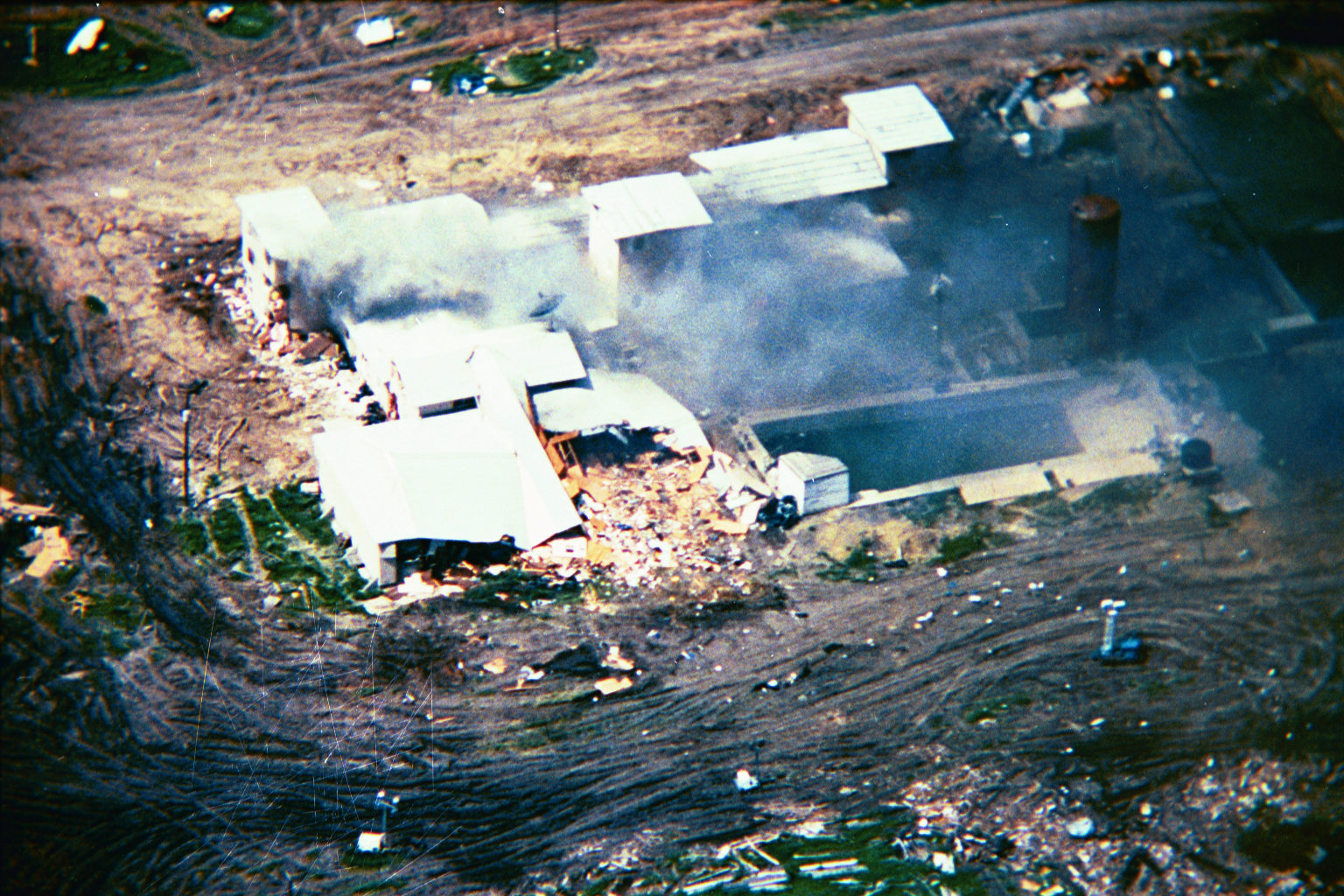
Il ranch dei davidiani dopo l'assalto degli agenti appartenenti al BATF.

Negli anni novanta avvengono negli Stati Uniti sanguinose operazioni che vedono direttamente coinvolti gli uomini dell'FBI e/o della polizia. McVeigh rimane molto turbato da questi violenti eventi, incubando il suo odio verso il governo federale.
All'inizio degli anni novanta diverse operazioni condotte dalla polizia e agenzie federali contro famiglie di estremisti si concludono in maniera sanguinosa:
- 1991, Garland (Texas): una perquisizione della polizia nella roulotte di Kenneth Baulch, durante un'operazione antidroga, si conclude con l'uccisione di quest'ultimo.
- 1992, Everett (Washington): durante un'irruzione compiuta da una squadra SWAT della polizia, come racconta il Seattle Times, viene uccisa nella sua casa Robin Pratt, madre di famiglia sul cui marito pendeva un mandato d'arresto (in seguito sarà prosciolto da ogni accusa).
- 21 agosto 1992, Ruby Ridge: durante una ricognizione effettuata da sei Marshal, volta a preparare l'operazione di arresto di alcuni membri della famiglia Weaver, nasce un conflitto a fuoco tra gli agenti e i Weaver, in cui perdono la vita la madre, il figlio quattordicenne, un marshal ed il cane dei Weaver (del quale questi stavano seguendo le tracce, e che li ha condotti verso gli agenti appostati). Questo provoca l'intervento delle squadre HRT e l'assedio della proprietà dei Weaver.

Ma la più violenta operazione federale di quel periodo si verifica il 19 aprile 1993, a Waco, in Texas: nel 1993 il Governo degli Stati Uniti comincia ad indagare su una setta di estremisti religiosi, i davidiani, di cui David Koresh è il leader indiscusso, accusandola di svariati reati (possesso illegale di armi, abuso di alcool e droga, pedofilia, ecc.). Il 28 febbraio 1993 gli agenti del BATF (Bureau of Alcohol, Tobacco and Firearms), ente dipendente dal Governo Federale, cercarono di eseguire una perquisizione della comune religiosa di Waco. Ne nacque un conflitto a fuoco, in cui morirono 6 davidiani e 4 federali.
Da quel momento gli abitanti della comune si barricarono al suo interno, mentre i federali assediarono la zona. La situazione rimase in stallo per 50 giorni, fino al 19 aprile 1993, quando le forze di polizia circondarono la struttura e immisero gas lacrimogeno nell'edificio per costringere i residenti ad uscirne. A questo punto però si sviluppò un incendio che causò la morte di 76 tra uomini, donne e bambini, e la cui natura (intenzionale o accidentale, provocato dai federali o dai davidiani) non fu mai stabilita con certezza. Nessun federale ne rimase ucciso. Nella comune furono ritrovate 305 armi automatiche appartenenti alla setta, tra cui AK47 e AR15 modificati.
McVeigh, come altri americani, va a Waco per assistere di persona a quanto sta accadendo e per sostenere il diritto al possesso delle armi da fuoco. L'FBI lo segnala e lo fotografa, così come tutti gli altri curiosi che si recano a Waco. McVeigh sembra percepire tutti questi accadimenti come espressioni di una guerra in atto del governo federale contro i suoi cittadini, e probabilmente è in questo clima che nasce il progetto di compiere un attentato ad Oklahoma City.

### L'attentato ad Oklahoma City

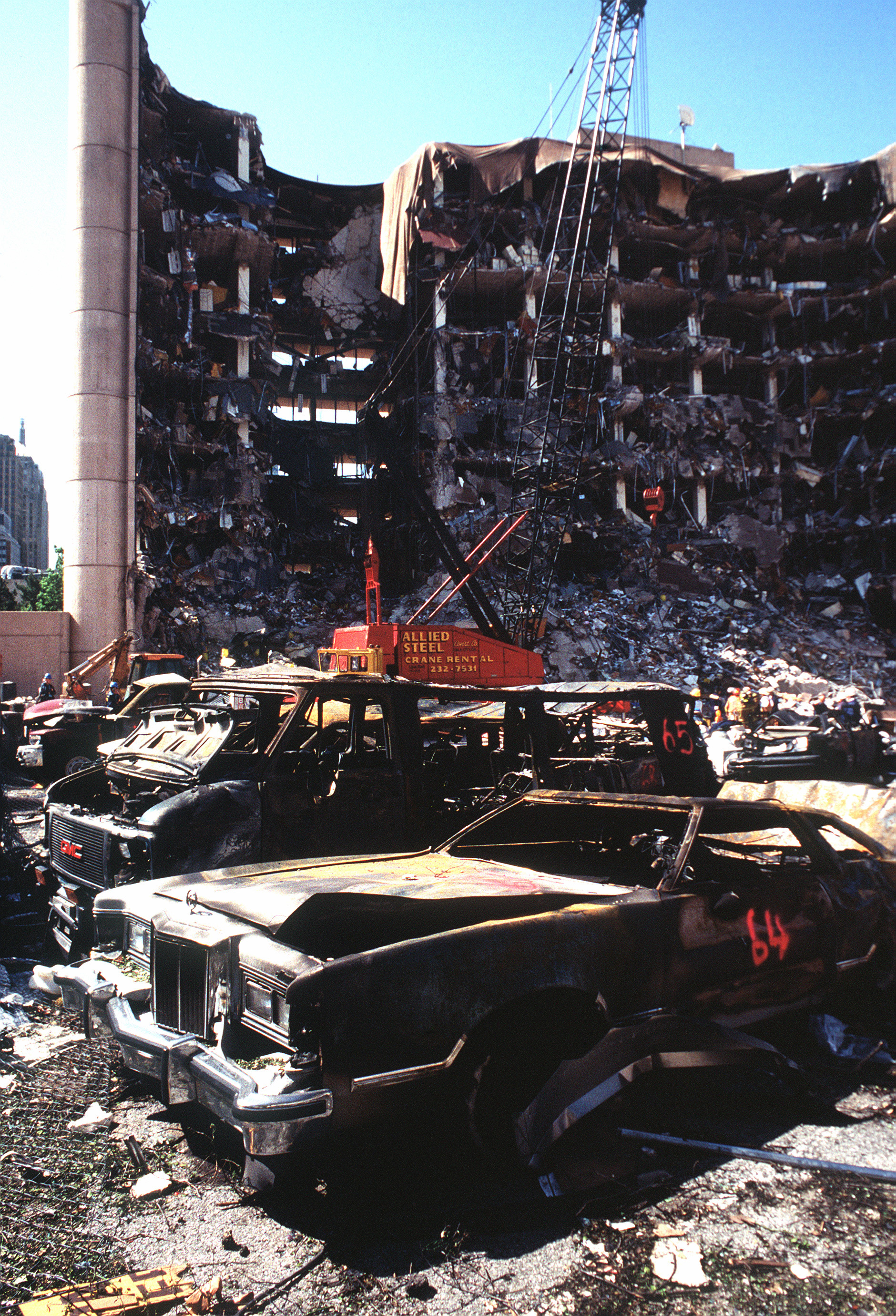
L'edificio dell'FBI di Oklahoma dopo l'attentato.

Il 19 aprile 1995, due anni dopo la strage di Waco, Timothy McVeigh compie un'azione di rappresaglia contro l'edificio federale Alfred P. Murrah, nel centro di Oklahoma City. Per l'attentato McVeigh utilizza un camion Ryder che aveva noleggiato a Junction City, in Kansas; si ritiene che esso contenesse 2.300 kg di esplosivo fatto in casa con del fertilizzante utilizzato nell'agricoltura e del nitrometano, un combustibile facilmente infiammabile. Nell'attentato muoiono 168 persone e circa 680 rimangono ferite.
Per Timothy quello non è solo un gesto di rappresaglia, ma un vero e proprio atto di guerra contro il suo stesso governo, che a sua volta, secondo lui, aveva dichiarato guerra ai cittadini americani:
«Spiego qui perché ho fatto saltare in aria il Murrah Federal Building di Oklahoma. Non per farmi pubblicità né per cercare di affermare le mie ragioni, ma perché quest'azione, rispetto ad altre, sarebbe servita a più scopi. In primo luogo, l'attentato era un gesto di rappresaglia [...] Di conseguenza, l'attentato era da intendersi anche come un attacco preventivo (o proattivo) contro quelle forze militari e i loro centri di comando e controllo all'interno degli edifici federali. Quando una forza nemica lancia continui attacchi da una specifica base operativa, è una buona strategia militare portare la battaglia in campo nemico [...] ho deciso di mandare un messaggio a un governo che sta diventando sempre più ostile [...] far saltare in aria il Murrah Federal Building era moralmente e strategicamente equivalente alle azioni militari degli Stati Uniti contro edifici del governo in Serbia, in Iraq o altre nazioni. Basandomi sull'osservazione della politica del mio stesso governo, ho considerato la mia azione come una scelta accettabile.»

### Le indagini e la condanna a morte
Dopo l'attentato Timothy si mette in macchina per rientrare a casa, ma viene fermato dopo soli 90 minuti dall'esplosione. La sua automobile è senza targa e dopo una breve perquisizione gli trovano anche un fucile. Arrestato immediatamente, attraverso una serie di verifiche fatte dall'FBI sulla sua automobile, Timothy McVeigh entra nelle indagini sull'attentato all'edificio dell'FBI. Timothy McVeigh viene imputato di aver fatto saltare in aria l'edificio; della progettazione dell'attentato sono accusati lo stesso McVeigh, Terry Nichols (ex compagno d'armi che al momento dell'esplosione si trovava in Kansas) e suo fratello Terry James.
Durante il processo la testimonianza più preziosa per l'accusa è Michael Fortier, ex commilitone di McVeigh, e sua moglie Lori. Poco prima della lettura della prima sentenza, la corte consente a Timothy di fare una dichiarazione: «Vorrei che le parole del giudice Brandeis, che dissentì sul caso Olmstead, parlassero per me. Il giudice scrisse: "Il governo è il nostro possente e onnipresente maestro. Nel bene e nel male, educa l'intero popolo con il suo esempio"».
Il 2 giugno 1997 Timothy McVeigh viene dichiarato colpevole di undici reati e condannato a morte; a Terry Nichols viene dato l'ergastolo, mentre Terry James viene assolto per mancanza di prove. McVeigh ha invitato il direttore d'orchestra e compositore della California David Woodard a condurre la musica di messa pre-requiem alla vigilia della sua iniezione letale. Timothy McVeigh è stato giustiziato alle 7.14 dell'11 giugno 2001 mediante iniezione letale nel carcere di Terre Haute (Indiana). Prima dell'esecuzione, Timothy ha consumato il suo ultimo pasto (un chilo di gelato alla menta con scaglie di cioccolato), ha parlato con i suoi avvocati e ha lasciato come suo ultimo messaggio un verso della poesia Invictus di William Henley, in cui si può leggere: «Sono il padrone del mio destino, il capitano della mia anima». Il suo corpo è stato cremato e le sue ceneri vennero affidate al suo avvocato, che le disperse in un luogo segreto.

## Motivazioni dell'attentato
McVeigh affermò che l'attentato avvenne come vendetta contro il governo per l'assedio di Ruby Ridge e per l'assedio di Waco.
McVeigh era solito citare frequentemente il romanzo di propaganda suprematista bianca The Turner Diaries; fotocopie di pagine del libro vennero ritrovate nella sua macchina, in particolare pagine che descrivevano un attentato esplosivo simile al Campidoglio di Washington.
In un messaggio di 1200 parole spedito dalla prigione di massima sicurezza di Florence in Colorado nel marzo 1998, McVeigh affermò che il suo attacco terroristico era "moralmente equivalente" all'intervento militare statunitense contro l'Iraq e altri paesi stranieri. Il messaggio, inviato alla redazione della Fox News venne diffuso nel maggio di quello stesso anno, all'apice della crisi in Iraq e pochi mesi prima dell'attuazione dell'Operazione Desert Fox.

## Ipotesi di complotto
Sugli eventi dell'attentato sono state proposte varie teorie cospirative, alcune delle quali ritengono che in realtà McVeigh sia stato usato come capro espiatorio.